# Solenobia inconspicuella
Solenobia inconspicuella is een vlinder uit de familie van de zakjesdragers (Psychidae). De wetenschappelijke naam van de soort is voor het eerst geldig gepubliceerd in 1849 door Stainton.